# Federazione dei Verdi
Federazione dei Verdi (Verdi), "Gröna förbundet", är ett grönt och ekologiskt politiskt parti i Italien, grundat den 9 december 1990. Partiet är medlem i Globala gröna och Europeiska gröna partiet (EGP). Partiets Europaparlamentariker sitter i Gruppen De gröna/Europeiska fria alliansen (De gröna/EFA). Verdi ingår i valalliansen Sinistra e libertà. Partiet bildades ur Verdi Arcobaleno och Federazione delle Liste Verdi.